# Cazères-sur-l’Adour
Cazères-sur-l’Adour – miejscowość i gmina we Francji, w regionie Nowa Akwitania, w departamencie Landy.
Według danych na rok 1990 gminę zamieszkiwały 873 osoby, a gęstość zaludnienia wynosiła 28 osób/km² (wśród 2290 gmin Akwitanii Cazères-sur-l’Adour plasuje się na 479. miejscu pod względem liczby ludności, natomiast pod względem powierzchni na miejscu 266.).